# Garth Boesch
Garth Vernon Boesch (* 7. Oktober 1920 in Milestone, Saskatchewan; † 14. Mai 1998) war ein kanadischer Eishockeyspieler, der in seiner aktiven Zeit von 1937 bis 1950 unter anderem für die Toronto Maple Leafs in der National Hockey League gespielt hat.

## Karriere
Garth Boesch begann seine Karriere als Eishockeyspieler bei den Notre Dame Hounds, für die er von 1937 bis 1940 in der Saskatchewan Junior Hockey League aktiv war. Anschließend spielte er zwei Spielzeiten lang für die Regina Rangers aus der SSHL und ein Jahr lang für die Lethbridge Maple Leafs aus der Alberta Senior Hockey League. Nachdem der Verteidiger in der Saison 1943/44 mit dem Eishockey ausgesetzt hatte, spielte er in der Saison 1944/45 für Winnipeg RCAF in der WNDHL. Anschließend wechselte er zu den Pittsburgh Hornets aus der American Hockey League, für die er in der Saison 1945/46 in 49 Spielen insgesamt 28 Scorerpunkte, darunter 15 Tore, erzielte. Im Sommer 1946 wurde der Kanadier von den Toronto Maple Leafs aus der National Hockey League verpflichtet, mit denen er 1947, 1948 und 1949 drei Mal hintereinander den prestigeträchtigen Stanley Cup gewann. Zudem nahm er 1948 und 1949 jeweils mit den Maple Leafs am NHL All-Star Game teil, bei denen er 1950 seine Laufbahn beendete.
Boesch war in den 1940er-Jahren einer von drei NHL-Spielern mit einem Schnurrbart. Bei den Leafs bildete er meist mit Bill Barilko ein Verteidigerduo, mit dem er die sogenannte „Maginot-Linie“ bildete. Die beiden ließen sich bei gegnerischen Torschüssen auf die Knie fallen, um diese abzublocken. Boesch galt als einer der am meisten unterschätzten Verteidiger in der NHL-Geschichte. Am 14. Mai 1998 starb Boesch im Alter von 77 Jahren an einem Herzleiden.

## Erfolge und Auszeichnungen
| - 1943 ASHL First All-Star Team - 1947 Stanley-Cup-Gewinn mit den Toronto Maple Leafs - 1948 Teilnahme am NHL All-Star Game | - 1948 Stanley-Cup-Gewinn mit den Toronto Maple Leafs - 1949 Teilnahme am NHL All-Star Game - 1949 Stanley-Cup-Gewinn mit den Toronto Maple Leafs |